# Costituzione del Montenegro
La vigente Costituzione del Montenegro è stata adottata dal Parlamento montenegrino in una sessione straordinaria tenutasi il 19 ottobre 2007 ed è stata promulgata ufficialmente il 22 ottobre 2007, sostituendo la precedente costituzione del 1992.

## Approvazione
Durante la sessione parlamentare straordinaria del 19 ottobre 2007 hanno votato a favore della proposta di Costituzione il Partito Democratico dei Socialisti, il Partito Socialdemocratico, il Movimento del Cambiamento del Montenegro, il Partito Bosgnacco ed il Partito Liberale, raggiungendo così 55 voti favorevoli e superando di quattro voti il quorum richiesto di 51 voti a favore, pari ai due terzi dei 76 presenti; si sono astenuti Alternativa Albanese e Lega Democratica in Montenegro, rappresentanti della minoranza etnica albanese, e hanno votato contro il Partito Popolare Socialista del Montenegro, la Lista Serba e il Partito Serbo Democratico.

## Contenuti
La nuova Costituzione stabilisce che il Montenegro è uno Stato civile e democratico.
Il Preambolo stabilisce che il Montenegro è formato delle seguenti nazionalità e minoranze: montenegrini, serbi, bosniaci, albanesi, musulmani e croati; inoltre stabilisce che la lingua ufficiale dello Stato è il montenegrino e non il serbo, riconoscendo però come lingue parlate il serbo, il bosniaco, l'albanese ed il croato e dichiarando uguali davanti alla legge documenti scritti in caratteri cirillici e latini.
La Costituzione garantisce la separazione tra lo Stato e la Chiesa; stabilisce in cinque anni la durata del mandato del Capo dello Stato, rinnovabile per due mandati. Ma in contrasto alla forma repubblicana, nel 2011 è stata approvata, dal governo montenegrino, una legge che ha conferito alla dinastia Petrović-Njegoš di Montenegro di svolgere, con il permesso delle autorità e anche utilizzando "beni del patrimonio pubblico", "funzioni protocollari non politiche".